# Armfeltsgatan

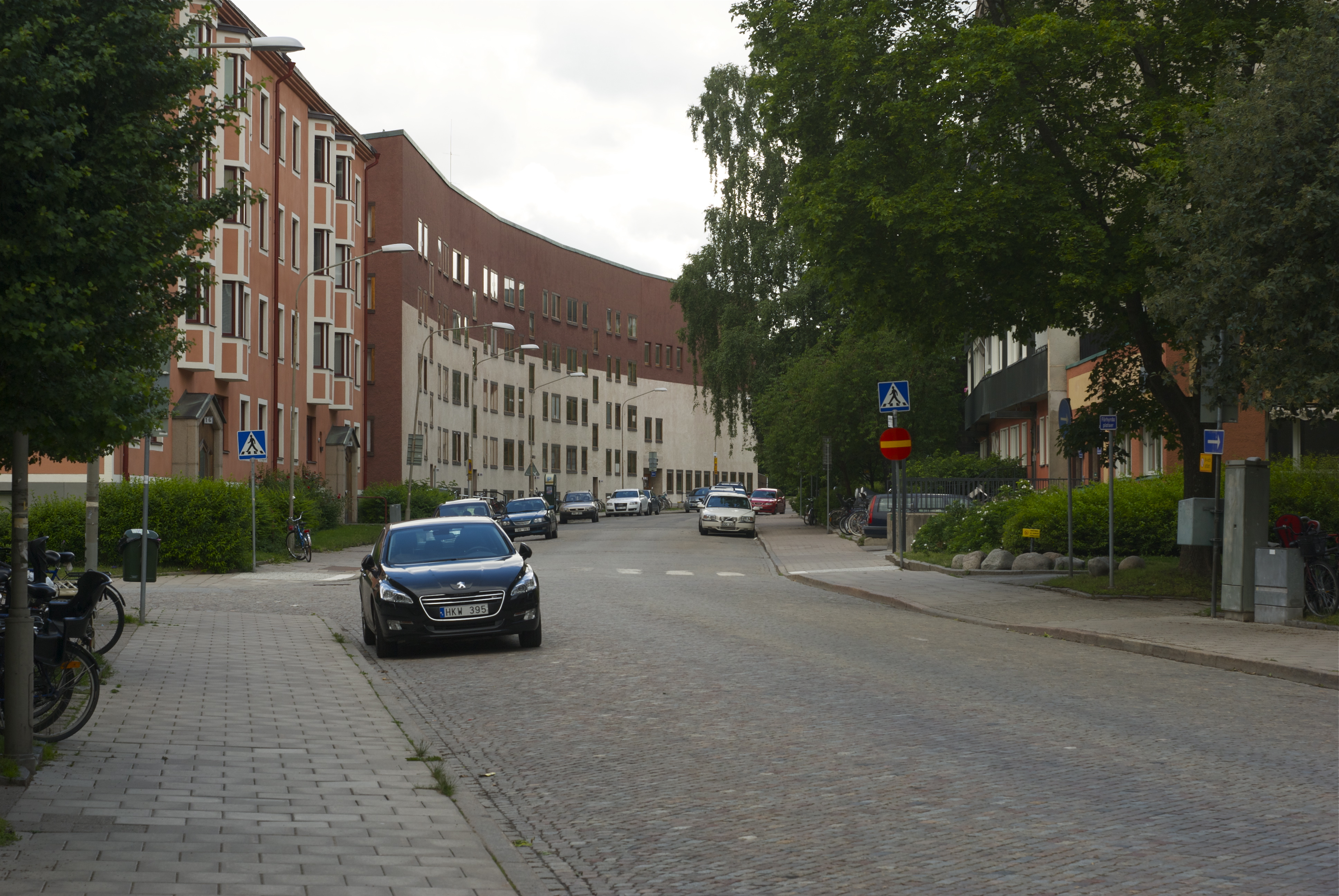
Armfeltsgatan mot väster.

Armfeltsgatan är en gata i stadsdelen Ladugårdsgärdet i Stockholms innerstad, med sträckning från Erik Dahlbergsgatan till Sandelsgatan. Gatan är troligen uppkallad efter Carl Gustaf Armfeldt d.ä. (1666–1736) eller Gustaf Mauritz Armfelt (1757–1814). Ingen av herrarna Armfeldt har någon närmare anknytning till trakten. Gatan namngavs 1931. På Armfeltsgatan 2 ligger Olaus Petri kyrka.